# Roberto Alatorre
Roberto Alatorre Morones (Guadalajara; 26 de octubre de 1940) es un exfutbolista mexicano que jugaba como portero.

## Clubes
| Club             | País   | Año       |
| ---------------- | ------ | --------- |
| Nacional         | México | 1957-1964 |
| Orizaba (cesión) | México | 1962-1963 |
| Poza Rica        | México | 1964-1966 |
| Nuevo León       | México | 1966-1967 |
| Cruz Azul        | México | 1967-1972 |
| Veracruz         | México | 1972-1973 |
| León             | México | 1973-1974 |
| Jalisco          | México | 1974-1975 |

## Palmarés

### Títulos nacionales
| Título                      | Equipo    | País   | Año     |
| --------------------------- | --------- | ------ | ------- |
| Copa de la Segunda División | Nacional  | México | 1957-58 |
| Segunda División            | Nacional  | México | 1960-61 |
| Primera División            | Cruz Azul | México | 1968-69 |
| Copa México                 | Cruz Azul | México | 1968-69 |
| Campeón de Campeones        | Cruz Azul | México | 1968-69 |
| Primera División            | Cruz Azul | México | 1970    |
| Primera División            | Cruz Azul | México | 1971-72 |

### Títulos internacionales
| Título                           | Equipo    | País   | Año  |
| -------------------------------- | --------- | ------ | ---- |
| Copa de Campeones de la Concacaf | Cruz Azul | México | 1969 |
| Copa de Campeones de la Concacaf | Cruz Azul | México | 1970 |
| Copa de Campeones de la Concacaf | Cruz Azul | México | 1971 |